# 4 Man Bob
4 Man Bob est un ancien parcours de montagnes russes en métal du parc Alton Towers dans le Staffordshire, au Royaume-Uni

## Le circuit
Il s'agit d'un circuit de montagnes russes de 14 mètres de hauteur maximum et de forme assez compacte. L'attraction était située dans la section Talbot Street du parc et a été remplacé par le Tri Star.

## Localisations diverses
Ces montagnes russes ont été installées dans les parcs :
- Traumlandpark sous le nom Vierer-Bob en 1983.
- Trentham Gardens sous le nom 4 Man Bob en 1984.
- Alton Towers sous le nom 4 Man Bob de 1985 à 1990.
- Pleasure Island Family Theme Park sous le nom Four Man Bob de 1993 à 1995.
- Flamingo Land Theme Park & Zoo sous le nom Flying Trapese de 1998 à 2001.
- Grove Land sous le nom Thunderbolt de 2002 à 2003.
- Loudoun Castle sous le nom Gold Rush en 2010 (stockage des pièces de 2008 à 2009).
- Family Park sous le nom Gold Rush depuis 2020.

## Statistiques
- Capacité : 520 passagers par heure.
- Éléments : Lift hill de 6.5 mètres de haut